# Alobiellopsis acroscypha
Alobiellopsis acroscypha là một loài rêu trong họ Alobiellopsisceae. Loài này được R.M.Schust. mô tả khoa học đầu tiên năm 1965.